# LIBRIS
LIBRIS (là viết tắt của Library Information System trong tiếng Anh, hay còn có nghĩa là Hệ thống Thông tin Thư viện trong tiếng Việt) là một danh mục liên minh quốc gia Thụy Điển được duy trì bởi Thư viện Quốc gia Thụy Điển tại Stockholm. Nó cho phép tìm kiếm tự do khoảng 6.5 triệu đầu sách trên toàn quốc.
Ngoài các hồ sơ thư mục, một cho mỗi cuốn sách hay xuất bản, LIBRIS còn chưa một tập tin thẩm quyền của mọi người. Đối với mỗi người, có một bản ghi kết nối tên, ngày sinh và nghề nghiệp với một định danh duy nhất.
Mã MARC cho Danh mục Liên minh Thụy Điển (Swedish Union Catalog) là SE-LIBR, được chuẩn hóa: selibr.
Sự phát triển của LIBRIS có thể bắt nguồn từ giữa những năm 1960. Trong khi hợp lý hóa các thư viện đã là một vấn đề trong hai thập kỷ sau Thế chiến II, vào năm 1965, một ủy ban chính phủ đã công bố một báo cáo về việc sử dụng máy tính trong các thư viện nghiên cứu. Ngân sách chính phủ năm 1965 đã tạo ra một hội đồng thư viện nghiên cứu (Forskningsbiblioteksrådet, FBR). Một tài liệu thiết kế sơ bộ, Biblioteksadministrativt Information System (BAIS) được xuất bản vào tháng 5 năm 1970, và cái tên LIBRIS, viết tắt của Library Information System, được sử dụng cho một tiểu ban kĩ thuật bắt đầu và 1 tháng 7 năm 1970. Bản tin LIBRIS-meddelanden (ISSN 0348-1891) được xuất bản từ  năm 1972 and is online since 1997.